# 진안점조류
진안점조류(Eustigmatophytes)는 부등편모조문에 속하는 바다와 민물, 육상에 사는 조류(藻類)의 하나이다. 7~12개 속으로 이루어져 있다. 모든 진안점조류는 구형세포와 다당류 세포벽을 갖는 단세포 생물 생물이다.

## 하위 과
- Eustigmataceae
- Loboceae[2]
- Monodopsidaceae
- Pseudocharaciopsidaceae